# 倉ケ嶽
倉ケ嶽（くらがたけ）は、石川県金沢市の地名。郵便番号は921-8124。

## 概要
金沢市南西部に位置し白山市と接している。

## 地理

### 山岳
- 倉ケ岳

### 河川
- 伏見川

## 歴史
- 1889年（明治22年）4月1日 - 周辺10か村との合併による富樫村誕生により富樫村字倉ケ嶽となる。
- 1935年（昭和10年）12月16日 - 大野町、粟崎村、潟津村、鞍月村、米丸村とともに金沢市への編入により金沢市倉ケ嶽となる。

## 小・中学校の学区
市立小・中学校に通う場合、学区は以下の通りとなる。
| 番   | 小学校             | 中学校               |
| ---- | ------------------ | -------------------- |
| 全域 | 金沢市立富樫小学校 | 金沢市立高尾台中学校 |